# بيدرو مارسيلو ارسي
بيدرو مارسيلو ارسي (بالإسبانية: Pedro Marcelo Arce)‏ هو لاعب كرة قدم باراغواياني في مركز الوسط، ولد في 9 أغسطس 1991 في أسونسيون في باراغواي. لعب مع نادي أتلانتي.

## وصلات خارجية
- بيدرو مارسيلو ارسي على موقع قاعدة بيانات كرة القدم.إي يو (الإنجليزية)
- بيدرو مارسيلو ارسي على موقع Soccerway.com (الإنجليزية)